# 摩頓·柏達臣
摩頓·甘斯特·柏達臣（挪威語：Morten Gamst Pedersen，1981年9月8日—）在挪威東北部北極圈內的瓦德瑟出生。他是一位多才多藝的挪威足球運動員，現時效力挪超球會特林素，擔當左翼或中場位置，而他亦能勝任右翼或影子前鋒。他跟著名歌手琳恩·玛莲有親戚關係。值得一提的是摩頓·柏達臣曾在挪威出版唱片。

## 球會生涯
摩頓·柏達臣的父親是一名足球教練，當他只有15歲的時候，雖然是天生一名右腳球員，但其父親開始訓練他使用左腳，因為當時正缺乏左腳的球員，這使他更易立足職業足球界。
在1997年，他加入了地區球隊諾里德（Norild IL），其後再轉到挪威超級聯賽球隊特林素，在成名挪威球壇嶄露頭角。在2004年的賽季中，他便為特林素射入了7個入球，但他只為球隊上陣了若半個球季。2004年8月，摩頓柏達臣以150萬英鎊加盟英超球會布力般流浪，轉會費將按其表現可提升到250萬英鎊。
在這宗轉會交易完成之前，曾有報導指其他英超球會如曼聯、阿士東維拉、紐卡素及熱刺等有意收購摩頓·柏達臣。最終失去剛於2003年7月轉會車路士的杜夫的布力般流浪獲得摩頓·柏達臣首肯加盟，填補左路的空缺。2004年8月28日，他在對曼聯的比賽中首次上陣，布力般流浪大部分時間領前，直到補時才被曼聯逼和1-1。 
2004年9月，马克·休斯取代離任的桑拿士擔任布力般流浪的領隊，摩頓·柏達臣的表現未獲新領隊的歡心，有一段頗長的時間待在後備席等待機會。踏入2005年，摩頓·柏達臣在重任正選的首場對卡迪夫城即取得入球，接下來的3場比場再射入3球，在球季結束時以8球成為球隊的次席射手。
2005/06年賽季，摩頓·柏達臣成為球隊主力，於9月作客老特拉福德球场對曼聯時更梅開二度，協助球隊以2-1取勝成為當年的代表作。  
在2006年7月，摩頓·柏達臣獲英超足總批准將球衣背上的姓氏從「柏達臣」改為跟隨母親姓氏的「甘斯特」（Gamst）。然而，在2008/09賽季，他的球衣背後的姓氏又回復為「柏達臣」。
2010年5月19日與布力般流浪續約至2014年。
2013年8月30日，他自由转会加盟土耳其球會卡拉布克。

## 國家隊
自2004年起，摩頓·柏達臣首次入選挪威國家隊，現時他已為挪威國家足球隊上陣超過50次，並射入超過10個入球。
其中在2006年9月，摩頓·柏達臣代表挪威對匈牙利時，在底線窄位射入一球，類似其兒時偶像雲巴士頓在1988年欧洲足球锦标赛決賽射破蘇聯鋼門达萨耶夫（Rinat Dasaev）的經典入球，當地主要的報紙《Aftenposten》、《Dagbladet》及《Verdens Gang》戲稱他為「雲甘斯特」（van Gamsten）。

### 國際賽進球
| #  | 日期           | 場地                       | 對賽球隊   | 比數 | 賽果 | 競賽               |
| -- | -------------- | -------------------------- | ---------- | ---- | ---- | ------------------ |
| 1  | 2004年2月18日  | 貝爾法斯特，溫莎球場       | 北爱尔兰   | 4–1  | 勝   | 友誼賽             |
| 2  | 2004年2月18日  | 貝爾法斯特，溫莎球場       | 北爱尔兰   | 4–1  | 勝   | 友誼賽             |
| 3  | 2004年10月13日 | 奧斯陸，烏利華球場         | 斯洛維尼亞 | 3–0  | 勝   | 2006年世界盃外圍賽 |
| 4  | 2004年11月16日 | 倫敦，卡雲農舍球場         |            | 2–2  | 和   | 友誼賽             |
| 5  | 2005年9月3日   | 采列，汽油競技場           | 斯洛維尼亞 | 3–2  | 勝   | 2006年世界盃外圍賽 |
| 6  | 2006年8月16日  | 奧斯陸，烏利華球場         | 巴西       | 1–1  | 和   | 友誼賽             |
| 7  | 2006年9月2日   | 布達佩斯，苏斯萨费伦茨球场 | 匈牙利     | 4–1  | 勝   | 2008年歐國盃外圍賽 |
| 8  | 2007年10月21日 | 塔加利，塔加利球场         | 馬爾他     | 4–1  | 勝   | 2008年歐國盃外圍賽 |
| 9  | 2009年3月28日  | 勒斯滕堡，皇家班巴夫肯球場 | 南非       | 1–2  | 負   | 友誼賽             |
| 10 | 2009年4月1日   | 奧斯陸，烏利華球場         | 芬兰       | 3–2  | 勝   | 友誼賽             |
| 11 | 2009年8月12日  | 奧斯陸，烏利華球場         | 苏格兰     | 4–0  | 勝   | 2010年世界盃外圍賽 |
| 12 | 2009年8月12日  | 奧斯陸，烏利華球場         | 苏格兰     | 4–0  | 勝   | 2010年世界盃外圍賽 |

## 歌唱事業
摩頓柏達臣、F.山度士 (Freddy dos Santos)、卡維斯域克 (Raymond Kvisvik)、斯衛寧 (Øyvind Svenning) 和克里斯 (Kristofer Hæstad) 。他們都是挪威的著名足球運動員之一。他們在2006年7月3日，在挪威成立樂隊。他們的第一首歌曲是 "This is for real"。他們自稱這是足球運動員樂隊 "The Players (boyband)"。他們的發行這首音樂後，同時音樂錄影帶亦在該日在電台上播放。他們認為這首歌詞會成為2006年的Summer hit排行榜的第一位。另外，他們的所有收益將會用作慈善用途及捐款到由魯恩·布萊特塞和藝人基捷·森美所創辦的對抗球場暴力慈善機構。

## 榮譽

### 挪威
- 挪威足總金錶（gullklokka）：獲選代表挪威25次以上的紀念品

## 外部連結
- 非官方球迷網站
- 足球資料庫：摩頓柏達臣統計
- Uefa.com 雜誌訪問 （页面存档备份，存于）
- 衛報：摩頓柏達臣可協助曼聯重上高峰 （页面存档备份，存于）
- 衛報：比挪威國王更出名的足球員 （页面存档备份，存于）
- "The Players"出版新歌"This is for real"
- Footballdatabase.com：摩頓柏達臣 （页面存档备份，存于）